# Мюрієл Робб
Мюрієл Робб (англ. Muriel Robb; 13 травня 1878 — 12 лютого 1907) — колишня британська тенісистка.
Перемагала на турнірах Великого шолома в одиночному розряді.

## Фінал турніру Великого шлему

### Перемога (1)
| Рік  | Турнір               | Суперниця у фіналі | Рахунок у фіналі |
| 1902 | Вімблдонський турнір | Шарлотта Купер     | 7–5, 6–1         |

## Виступи у турнірах Великого шолома
| W | Ф | ПФ | ЧФ | #Р | КТ | К# | DNQ | A | NH |

|                      | 1899 | 1900 | 1901 | 1902 |
| Вімблдонський турнір | ЧФ   | ЧФ   | ЧФ   | П    |